# Vacas (film)
Vacas is een Spaanse film uit 1992, geregisseerd door Julio Medem.

## Verhaal
De film speelt zich af op het Baskische platteland in de periode tussen 1870 en 1936 en volgt de rivaliteit tussen twee families gedurende drie generaties. Het verhaal begint in 1875, in de loopgraven van de Derde Carlistenoorlog en eindigt met het uitbreken van de Spaanse Burgeroorlog. Ondertussen slaan de koeien de gebeurtenissen gade, standvastig en kalm, zonder te reageren op de ongewoon veranderende menselijke cultuur.

## Rolverdeling
| Acteur         | Personage                        |
| -------------- | -------------------------------- |
| Carmelo Gómez  | Manuel, Ignacio en Peru Irigibel |
| Emma Suárez    | Cristina                         |
| Ana Torrent    | Catalina                         |
| Karra Elejalde | Ilegorri / Lucas                 |
| Txema Blasco   | Manuel                           |
| Kandido Uranga | Carmelo / Juan                   |
| Klara Badiola  | Madalen                          |
| Pilar Bardem   | Paulina                          |

## Ontvangst

### Recensies
Op Rotten Tomatoes geeft 60% van de 5 recensenten de film een positieve recensie, met een gemiddelde score van 5,67/10.

### Prijzen en nominaties
De film won 8 prijzen en werd voor 3 andere genomineerd. Een selectie:
| Jaar | Evenement                 | Categorie                  | Genomineerde                   | Resultaat   |
| ---- | ------------------------- | -------------------------- | ------------------------------ | ----------- |
| 1993 | Premios Goya (7de editie) | Beste debuterend regisseur | Julio Medem                    | Gewonnen    |
| 1993 | Premios Goya (7de editie) | Beste origineel scenario   | Michel Gaztambide, Julio Medem | Genomineerd |
| 1993 | Premios Goya (7de editie) | Beste speciale effecten    | Reyes Abades                   | Genomineerd |
| 1993 | Premios Goya (7de editie) | Beste filmmuziek           | Alberto Iglesias               | Genomineerd |